# 英国公司法
英国公司法是指罗马法与英格兰法中法人团体的英国公司法。英国今日的公司法最早源于19世纪中叶，但其他形式的商业协会与联盟在更早之前就已经出现。

## 中世纪的商业
在中世纪，贸易商通常会通过民法结构来实现，例如伙伴关系。 每当人们共同行事以谋取利益时，这些都是在普通法上产生的，同时早期的公会和公司也经常参与其间的贸易监管。

## 现代公司法的发展
到了十九世纪二十年代，工业革命加快步伐，这迫切需要法律变革，促进商业活动。对于普通人的限制逐渐解除，根据《1844年联合股份公司法令》，可以通过简单的注册程序进行公司合并。建立一个公司作为独立法人的优势主要是行政管理，作为统一的实体，可以引导所有投资者和经理人的权利和义务。最重要的发展是《1855年有限法律責任法令》，允许投资者在业务失败时限制其对公司投资额的责任。这两个特征 - 简单的注册程序和有限责任 - 随后被编入了第一个现代公司法《1856年联合股份公司法令》。根据《2006年公司法令》，一系列公司的行为基本上保留了相同的基本特征。